# 康黙記
康 黙記（こう もくき、生没年不詳）は、遼（契丹）の政治家・軍人。もとの名は照。

## 経歴
若くして薊州の衙校となった。耶律阿保機が薊州に侵攻すると、黙記は捕らえられ、その才能を愛されて麾下に加わった。蕃漢のあいだの交渉を任され、耶律阿保機の意にかなった。建国当初で法律も未整備であったが、黙記の裁決は公正なものとみなされ、国人に支持された。まもなく左尚書に任じられた。
神冊3年（918年）、上京臨潢府が建設されるにあたって、黙記は夫役を監督し、工事を急がせて100日で完成させた。神冊5年（920年）、皇都夷離畢となった。耶律阿保機が居庸関に進軍すると、黙記は漢人の部隊を率いて長蘆水寨に進軍して、戦功を挙げた。
天賛4年（925年）、耶律阿保機が渤海に親征すると、黙記は韓知古とともに従軍した。諸将とともに忽汗城を攻撃し、先頭に立って東門に肉薄した。忽汗城が陥落すると、韓延徽とともに長嶺府を下した。耶律阿保機が軍を返すと、降伏した城邑の多くが再び叛いたため、黙記は蕭阿古只とともに諸城を平定してまわった。
回跋城を落として帰還し、耶律阿保機の陵墓の造営が終わると、死去した。
孫に康延寿があった。

## 伝記資料
- 『遼史』巻74 列伝第4